# Győzedelmes Mehmed szultán híd
A Győzedelmes Mehmed szultán híd (törökül Fatih Sultan Mehmed Köprüsü), rövidebb nevein Fatih szultán hídja vagy Fatih híd, további nevén Második Boszporusz-híd Isztambul második olyan hídja, mely átíveli a Boszporuszt. Nevét a várost a bizánciaktól elhódító, Győzedelmes nevet viselő II. Mehmed oszmán szultánról kapta.
A híd 5 km-re északra található a Július 15. vértanúinak hídjától, Hisarüstü és  Kavacık mahallékat köti össze, ezen kívül részét képezi az Edirnét Ankarával összekötő TEM autópályának. Az 1510 méter hosszú és 39 méter széles híd 1988-ban épült a Freeman Fox & Partners vállalat tervei alapján. Az átkelésért fizetni kell, automatikus beléptetőrendszerrel (Otomatik Giriş Sistemi) működik, de készpénzzel is lehet fizetni.

## Külső hivatkozások
- A híd adatai (angolul)